# Маринко, Бошко
Бошко Маринко (11 августа 1939, Коляни, Босния и Герцеговина — 18 июля 2020, Суботица, Воеводина) — югославский борец классического стиля, победитель и призёр Средиземноморских игр, чемпион и призёр чемпионатов Европы, призёр чемпионата мира, участник летних Олимпийских игр 1968 и 1972 годов.

## Участие в Олимпиадах
На Олимпиаде 1968 года в Мехико Маринко последовательно выиграл по очкам у французского борца Андре Годино; отборолся вничью с представителем Румынии Георге Стоичиу; проиграл по очкам венгру Имре Алкеру и из-за набранных 7,5 штрафных очков выбыл из борьбы за медали.
На следующей Олимпиаде 1972 года в Мюнхене одержал чистые победы над перуанцем Ксавьером Леоном и румыном Георге Стойчу, чисто проиграл венгру Йозефу Дончешу и японцу Коитиро Хираяма и не смог побороться за призовые места.